# Genetzte Schmetterlingsfledermaus
Die Genetzte Schmetterlingsfledermaus (Glauconycteris variegata) ist eine Fledermausart aus der Familie der Glattnasen, welche in Afrika beheimatet ist.
Der Gattungsname leitet sich vom griechischen „glaucos“ („blau-grau“) und „nycteris“ („nächtlicher Jäger“) ab und bezieht sich auf die gräuliche Fellfarbe der Tiere. Der Artname „variegata“ („veränderlich, bunt“) sowie der englische Name „Butterfly bat“ („Schmetterlings-Fledermaus“) beschreibt das charakteristische Muster auf den Flügeln.

## Beschreibung
Die Gesamtlänge der Genetzten Schmetterlingsfledermaus ist mit rund 10 Zentimetern eher klein, das Gewicht beträgt im Durchschnitt etwa 11 Gramm. Weibliche Tiere sind mit einer durchschnittlichen Spannweite von 32 Zentimetern geringfügig größer als männliche (Spannweite etwa 31 Zentimeter).
Die Genetzte Schmetterlingsfledermaus unterscheidet sich von anderen Arten der Gattung Glauconycteris durch das Fehlen von Fellzeichnungen im Bereich des Gesichts, des Rückens oder des Bauches. Stattdessen besitzt diese Art eine ausgeprägte Pigmentierung der Venen in der Flughaut. Das helle Bauchfell teilt sie mit Glauconycteris argentata, jedoch besitzt letztere keine so ausgeprägte Venenpigmentierung wie Glauconycteris variegata. Das Fell der Genetzten Schmetterlingsfledermaus ist gelblich-braun bis hellgrau, was diese Art von ihren Schwesterarten Glauconycteris curryae und Glauconycteris egeria unterscheidet, welche beide dunkleres braunes bis schwarzes Fell besitzen. Die Basis der Haare am Rücken ist dunkel, wird durch die hellen Spitzen jedoch verdeckt. Die Haare des Bauchfells sind einfarbig grau bis weiß. Die Haut des Gesichts und der Ohren sind braun.

## Lebensweise
Die Genetzte Schmetterlingsfledermaus kommt in Savannen und Buschlandschaften vor und ist wie die meisten Fledermäuse nachtaktiv. Tagsüber hängen sie in Gruppen von bis zu zehn Tieren unter Blättern oder Palmwedeln. Da sich die Tiere dabei nicht in ihre Flughaut wickeln dient das Muster auf den Flügeln wahrscheinlich nicht der Tarnung.
Die Genetzte Schmetterlingsfledermaus hat breite Flügel und ist daher bei einer relativ langsamen Fluggeschwindigkeit von durchschnittlich 4 m/s (Minimum 3,3 m/s) sehr manövrierfähig. Die Echoortungsrufe bewegen sich zwischen 30 und 70 kHz und sind somit für das menschliche Ohr nicht hörbar. Jedoch können während des Fluges ausgestoßene Sozialrufe auch von Menschen wahrgenommen werden. Glauconycteris variegata ernährt sich ausschließlich von Insekten, wobei Nachtfalter mit weichen Körpern bevorzugt werden. Die Art wurde dabei beobachtet, wie sie im Licht von Straßenlampen und über Wasser jagt.
Die Genetzte Schmetterlingsfledermaus ist monoöstrisch, wobei die saisonalen Fortpflanzungszyklen je nach Region variieren. Die Tragezeit beträgt drei Monate und es wird jeweils nur ein Jungtier geboren.

## Verbreitung
Die Genetzte Schmetterlingsfledermaus kommt südlich der Sahara vor. Ihr Verbreitungsgebiet erstreckt sich nördlich von Senegal bis Somalia und südlich über den Nordosten Namibias und Norden Botswanas bis Südafrika. Es gibt keine Nachweise von den zentralen Regionen der Demokratischen Republik Kongo, Äquatorialguinea, dem südlichen Kamerun und südlichen Renin. Ebenfalls nicht nachgewiesen ist diese Art in den Küstengebieten Ghanas, der Elfenbeinküste, Liberias und Sierra Leones. Glauconycteris variegata kommt bis auf einer Höhe von 1000 m ü. M. vor. Sie wird von der IUCN dank der weiten Verbreitung als ungefährdet eingestuft.